# 래시

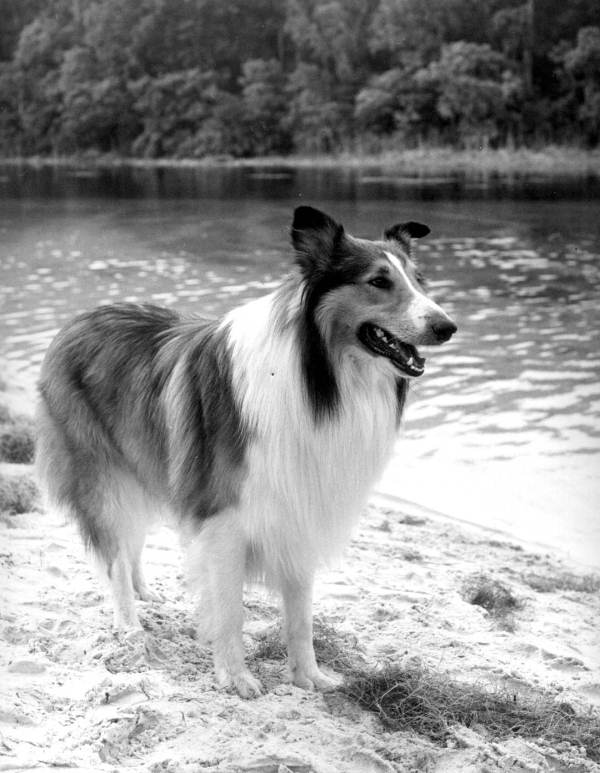

래시(Lassie)는 소설 《명견 래시》를 원작으로 한 작품 시리즈명 및 그 주인공 콜리 암컷 개 이름이다.
《명견 래시》라는 책은 금성출판사가 만들었다. 약 1쪽부터 50쪽까지 있다.

## 같이 보기
- 린 틴 틴